# Alibaba Group
Alibaba Group Holding Limited (også kendt som Alibaba Group og som Alibaba) er et kinesisk multinationalt konglomerat-holdingselskab, der er specialiseret i e-handel, internet og teknologi. Selskabet blev grundlagt d. 4. april 1999 i Hangzhou, Zhejiang, og virksomheden tilbyder consumer-to-consumer- (C2C), business-to-consumer- (B2C) og business-to-business-servicer (B2B) via internetportaler, ligesom de tilbyder elektroniske betalingsløsninger, prisportaler og cloudcomputing-produkter. Virksomheden ejer og driver en række selskaber over hele verden inden for en lang række sektorer og er blevet udnævnt som en af verdens mest beundrede virksomheder af Fortune.